# Biff McGuire
William «Biff» McGuire (25 de octubre de 1926-9 de marzo de 2021) fue un actor estadounidense, más conocido como el inspector Kramer en Nero Wolfe (1979).

## Biografía

### Primeros años
McGuire asistió a Hamden High School y a la Universidad de Massachusetts, donde estudió ingeniería agrícola. Dejó la universidad para unirse al ejército estadounidense. Mientras estuvo destinado en Inglaterra, estudió en la Universidad de Shrivenham; mientras estuvo allí, pintó decorados y actuó en una producción de teatro local. Esa experiencia le llevó a conseguir un papel en una obra de teatro en Londres.

### Carrera
En una carrera que se ha extendido por 50 años, McGuire obtuvo varios créditos teatrales. Debutó en Broadway en Bright Boy (1944).
El 9 de octubre de 1955, McGuire protagonizó el episodio «Number Seven, Hangman's Row» de la serie de antología de CBS, Appointment with Adventure. También protagonizó los episodios de Alfred Hitchcock presenta «The Gentleman From America» (1956), «The Hidden Thing» (1956), «Crackpot» (1957) y «Don't Interrupt» (1958). Apareció en series de televisión como The Secret Storm y All My Children.
McGuire era un habitual de Herb Shriner Time (1951-1952) en ABC: 451  e interpretó al Dr. Michael Malloy en el drama de NBC Gibbsville (1976).
Fue también prolífico en el teatro, siendo nominado a dos premios Tony durante su carrera.

### Vida personal
McGuire estaba casado con la actriz inglesa Jeannie Carson, que había protagonizado la comedia de situación de CBS Hey, Jeannie! (1956-1957). Carson coprotagonizó con McGuire una adaptación teatral de Finian's Rainbow.
Murió el 9 de marzo de 2021, a la edad de 94 años.

## Filmografía
- You're in the Navy Now (1951) como Marinero mensajero (sin acreditar).
- The Phenix City Story (1955) como Fred Gage
- Alfred Hitchcock presenta (1956-1958) como Howard Latimer en «Gentleman from America» (temporada 1, episodio 31); como Dana Edwards en «The Hidden Thing» (temporada 1, episodio 34); como Ray Loomis en «Crackpot» (temporada 2, episodio 15); como Larry Templeton en «Don't Interrupt» (temporada 4, episodio 2)
- Station Six-Sahara (1963) como Jimmy.
- The Thomas Crown Affair (1968) como Sandy.
- El corazón es un cazador solitario (1968) como Mr. Kelly.
- The Werewolf of Washington (1973) como presidente.
- Serpico (1973) como Capitán McClain.
- Gunsmoke (1974) como Potter, la cuarta víctima (temporada 20, episodio 8).
- John O'Hara's Gibbsville (también conocido como he Turning Point of Jim Malloy) (película para televisión, 1975) como el Dr. Michael Malloy.
- La batalla de Midway (1976) como el Capitán Miles Browning.
- Gibbsville (serie de televisión, 6 episodios, 1976) como Dr. Michael Malloy.
- Hawaii Five-O (episodio: «See How She Runs») como Babe Mandell.
- Child of Glass (1978) como Joe Armsworth.
- The Paper Chase (1979) como Smathers.
- The Last Word (1979) como el gobernador Davis.
- Nero Wolfe (1979) como Inspector Cramer.